# Cloyne
Cloyne (irisch Cluain (dt.: Wiese), älter Cluain Uamha) ist eine Kleinstadt mit 1967 Einwohnern (2022), was nahezu eine Verdreifachung seit 1996 ist. Sie liegt südöstlich von Midleton im County Cork im Süden von Irland.
Sie ist namensgebend sowohl für eine Diözese der Römisch-katholischen Kirche (Bistum Cloyne) und der Church of Ireland (Bistum Cork, Cloyne und Ross).

## Geographie
Die Stadt liegt in einem Tal. Im Norden und Süden sind Berge. Im Süden und Osten liegt die Keltische See und im Westen der Hafen am River Lee.
Der feste Untergrund wird von Kalkstein gebildet, in dem sich auch Höhlen befinden. Der Boden ist fruchtbar und wird für Landwirtschaft genutzt.

## Geschichte

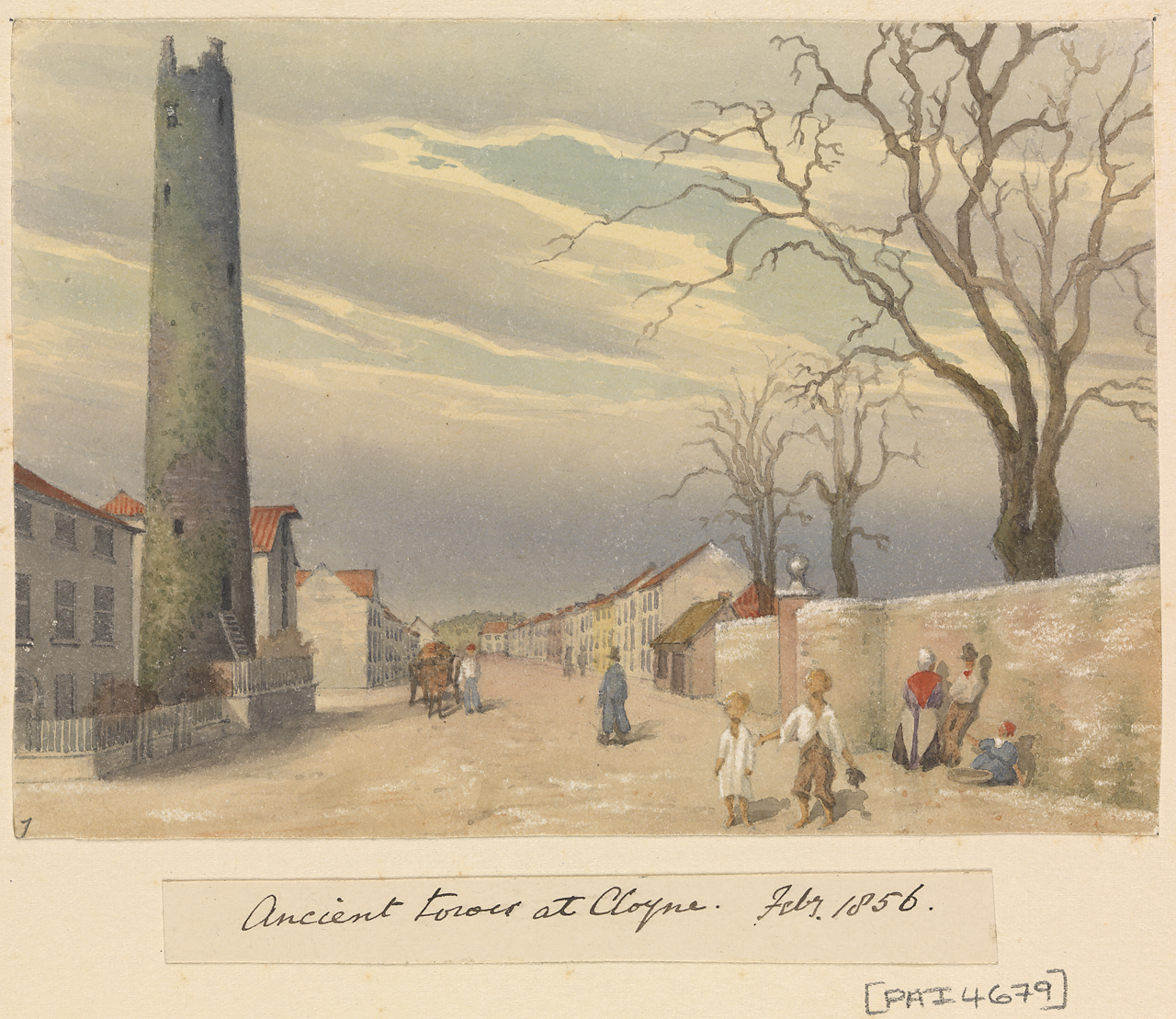
Rundturm von Cloyne, gezeichnet 1856

Auf eine frühe Besiedlung hinweisend, befindet sich ein mehr als 4000 Jahre alter Dolmen westlich der Stadt. Eine erste Gründung eines Klosters an diesem Ort wird dem Heiligen Colmán von Cloyne (530–606) zugeschrieben. Das Grundstück dafür stammte der Legende nach vom König von Munster. Im 9. Jahrhundert wurde es von Wikingern aus dem Raum Dänemark überfallen.
Von 1734 bis 1753 war George Berkeley anglikanischer Bischof von Cloyne. Er prangerte die gesellschaftlichen Missstände an, die den Großteil der Einwohner in und um Cloyne in elenden Lebensumständen hielten. Im 19. Jahrhundert wurde eine katholische Kirche gebaut. 1920 griff ein Freiwilligenbataillon der Irish Republican Army die Gebäude der örtlichen Royal Irish Constabulary an, erzwang deren Aufgabe und befreite die Gefangenen.

## Sehenswürdigkeiten

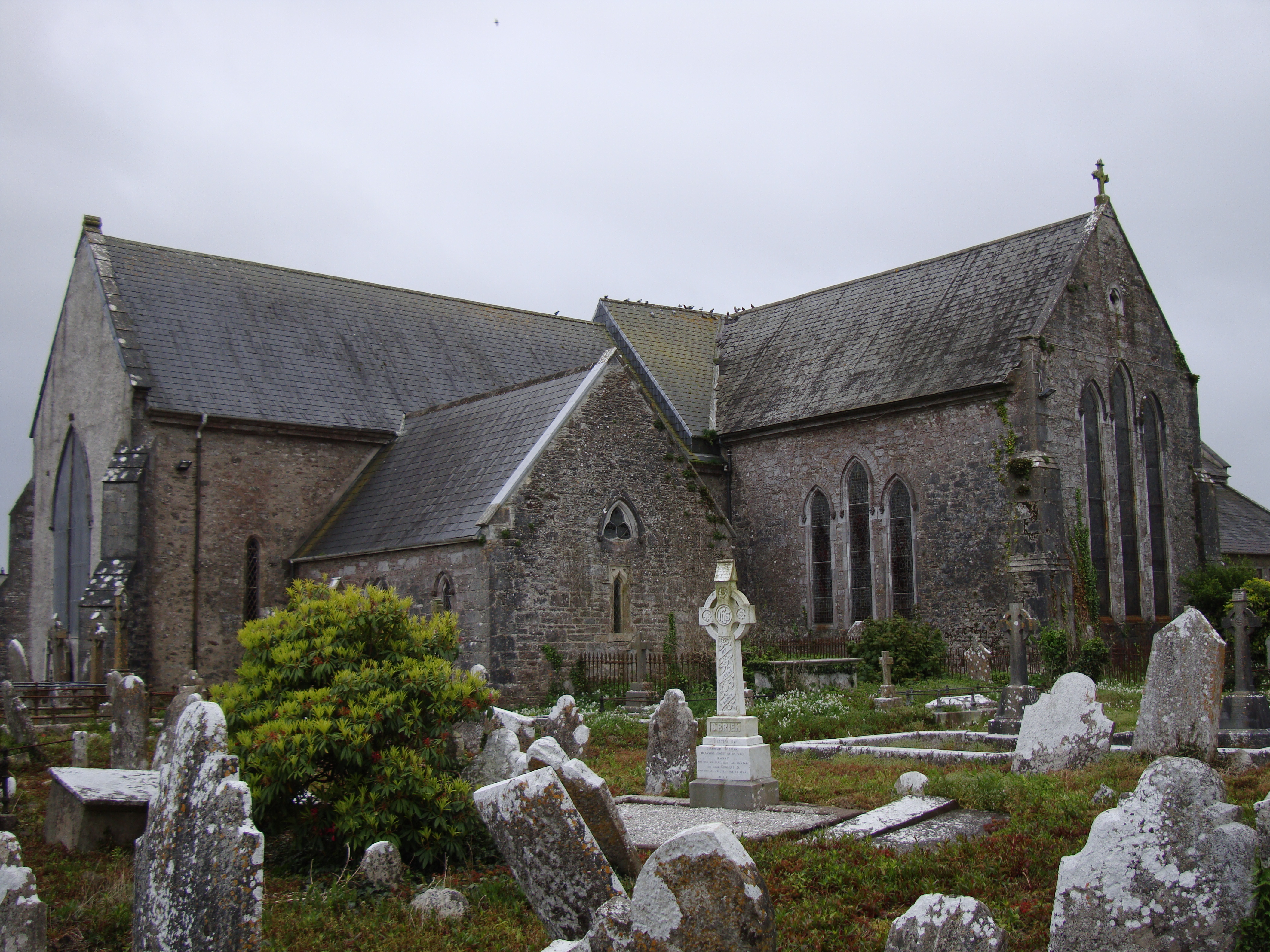
Kathedrale von Cloyne

Wahrzeichen der Stadt ist ein Rundturm. Im Jahr 1749 gab es durch einen Blitz Schäden an seiner Spitze. Schon vorher war die bei Rundtürmen übliche konische Spitze beschädigt. Heute sind dort Zinnen.
Auf dem Berg bei der Stadt steht eine Ruine eines Aussichtsturms der Normannen.
Die Kathedrale St. Coleman, heute zur anglikanischen Church of Ireland gehörend, wurde 1250 an der Stelle eines Vorgängerbaues erbaut.

## Persönlichkeiten
- George Berkeley (1685–1753), anglik. Bischof von Cloyne
- Richard Scannell (1845–1916), kath. Bischof von Omaha und zuvor von Concordia
- John Joseph Hennessy (1847–1920), kath. Bischof von Wichita
- Bartholomew Joseph Eustace (1887–1956), kath. Bischof von Camden
- Cynthia Longfield (1896–1991), Biologin